# Gonodonta sphenostigma
Gonodonta sphenostigma là một loài bướm đêm trong họ Noctuidae.